# 好きというのはロックだぜ!
「好きというのはロックだぜ!」（すきというのはロックだぜ）は、日本の女性アイドルグループ乃木坂46の楽曲。2022年8月31日に乃木坂46の30作目のシングルとしてN46Div.から発売された。秋元康が作詞、野村陽一郎が作曲した。楽曲のセンターポジションは賀喜遥香が務めた。

## 背景とリリース
CDシングルの発売は前作「Actually...」以来、約5か月ぶり。Blu-ray付属のType-A・B・C・D、CDのみの通常盤の5形態で発売。通常盤以外の全形態には「全国イベント参加券orスペシャルプレゼント応募券」および生写真1枚が封入されている。
2022年7月19日に大阪城ホールで開催された『真夏の全国ツアー2022』大阪公演DAY1にて表題曲タイトルの発表と初披露が行われた。7月28日放送の『SCHOOL OF LOCK!』内「乃木坂LOCKS!」で表題曲が初オンエアされた。TV初披露は8月29日放送のTBS系『CDTVライブ！ライブ！夏の4時間スペシャル』。
2022年8月1日から30日までの30日間、本作に関する情報を毎日正午12時に解禁するキャンペーン「30日連続30解禁祭りだぜ！」がスタートし、それにあわせて本作の特設サイトがオープンした。
2022年8月4日に表題曲のミュージック・ビデオが、乃木坂46の公式YouTubeチャンネル「乃木坂46 OFFICIAL YouTube CHANNEL」で公開された。なお本作以降、シングル収録曲の各ミュージック・ビデオは、特典映像としての収録はされていないため、上記のYouTubeチャンネルでしか試聴できない。

## アートワーク
| Type-A 表 | 賀喜遥香                                                   |
| Type-B 表 | 齋藤飛鳥、山下美月、与田祐希                               |
| Type-C 表 | 秋元真夏、梅澤美波、遠藤さくら、久保史緒里                 |
| Type-D 表 | 岩本蓮加、鈴木絢音、田村真佑、筒井あやめ、樋口日奈         |
| 通常盤 表 | 掛橋沙耶香、金川紗耶、佐藤楓、柴田柚菜、清宮レイ、弓木奈於 |

フォトグラファーは磯部昭子が担当した。

## ミュージック・ビデオ
好きというのはロックだぜ!
監督：神谷雄貴
7月上旬に東京都大田区の羽田空港に新設された第2ターミナル国際線出発ロビーと某スタジオで撮影された。「この夏休みに何をするのか？」という脳内プレゼンがコンセプトで「あれもしたい！これもしたい！」となかなか決められないセンターの賀喜遥香の姿を描く。賀喜が着用した衣装は10パターンで、これまでのMV撮影でもっとも着替えの多い作品となった。
Under's love
監督：小林慎一朗、クリエイティブディレクター：東市篤憲
8月上旬に都内のスタジオと埼玉県内の元カート場で撮影された。センターを務め、グループからの卒業を発表した和田まあやをはじめとしたメンバーのダンスシーンをメインに構成されている。
僕が手を叩く方へ
監督：伊藤衆人
6月下旬に都内の某結婚式場にて撮影された。センターを務める久保史緒里は出演者兼演出家の役割を果たしている。楽曲をライブで披露した際、同じような光景を見たいという思いでクラップのシーンをあえて制作、クラップが曲とMVで1つの重要なテーマとなっている。
ジャンピングジョーカーフラッシュ
監督：大久保拓朗
7月上旬に千葉県で撮影された。とある学校に存在する“何でもかんでも綺麗にする・洗う部”に間違って入部してしまう新入生の筒井あやめと部活動メンバーの様子が描かれている。
バンドエイド剥がすような別れ方
監督：林希
7月上旬に10thシングル表題曲「何度目の青空か?」のMVと同じ栃木県足利市の廃校（旧足利西高校）で撮影された。勉強に厳しい進学校に通う高校生が、クラスメイト同士徐々に仲良くなっていく姿を描く。

## チャート成績

### オリコン
発売初日（店着日）に43.5万枚を売り上げ、2022年8月30日付の「オリコンデイリーシングルランキング」で初登場1位を獲得した。
発売初週に57.7万枚を売り上げ、2022年9月12日付の「オリコン週間シングルランキング」で初登場1位を獲得した。初週売上57.7万枚は前作『Actually...』から10万枚以上アップし、女性アーティストでは2022年度初の初週売上50万枚超えとなった。また、1位獲得は29作連続・通算29作目となった。

### Billboard JAPAN
フラゲ日に54万2558枚を売り上げ、フラゲ日でのハーフミリオン突破を『君に叱られた』以来2作ぶりに達成した。
発売初週に72万302枚を売り上げ、2022年9月12日付の「Billboard Japan Top Singles Sales」で1位を獲得し、前作の初週売上56万1071枚を大きく上回った。

### 日本レコード協会
日本レコード協会から発表された2022年9月度のゴールドディスク認定作品で、トリプル・プラチナ認定（最低累計正味出荷枚数：75.0万枚以上）を獲得。また、同協会が発表している『第37回日本ゴールドディスク大賞』の「ベスト5シングル」も受賞した。

## シングル収録トラック

### Type-A
| #         | タイトル                                         | 作詞      | 作曲       | 編曲       | 時間  |
| --------- | ------------------------------------------------ | --------- | ---------- | ---------- | ----- |
| 1.        | 「好きというのはロックだぜ!」                    | 秋元康    | 野村陽一郎 | 野村陽一郎 | 5:32  |
| 2.        | 「Under’s Love」                                 | 秋元康    | amazuti    | amazuti    | 4:19  |
| 3.        | 「僕が手を叩く方へ」                             | 秋元康    | 藤谷一郎   | 藤谷一郎   | 4:35  |
| 4.        | 「好きというのはロックだぜ! ～off vocal ver.～」 |           | 野村陽一郎 | 野村陽一郎 | 5:32  |
| 5.        | 「Under’s Love ～off vocal ver.～」              |           | amazuti    | amazuti    | 4:19  |
| 6.        | 「僕が手を叩く方へ ～off vocal ver.～」          |           | 藤谷一郎   | 藤谷一郎   | 4:33  |
| 合計時間: | 合計時間:                                        | 合計時間: | 合計時間:  | 合計時間:  | 28:50 |

| #  | タイトル                                                                | 作詞 | 作曲・編曲 | 監督           |
| -- | ----------------------------------------------------------------------- | ---- | ---------- | -------------- |
| 1. | 「太陽ノック＠大阪城ホール（2021.7.14）」                               |      |            |                |
| 2. | 「ロマンティックいか焼き＠セキスイハイムスーパーアリーナ（2021.7.17）」 |      |            |                |
| 3. | 「ガールズルール＠日本ガイシホール（2021.8.14）」                       |      |            |                |
| 4. | 「裸足でSummer＠マリンメッセ福岡（2021.8.22）」                         |      |            |                |
| 5. | 「五百城茉央」                                                          |      |            | 今原電気       |
| 6. | 「池田瑛紗」                                                            |      |            | カ〜ル、ルイス |
| 7. | 「一ノ瀬美空」                                                          |      |            | 平岡咲         |

### Type-B
| #         | タイトル                                                | 作詞      | 作曲       | 編曲       | 時間  |
| --------- | ------------------------------------------------------- | --------- | ---------- | ---------- | ----- |
| 1.        | 「好きというのはロックだぜ!」                           | 秋元康    | 野村陽一郎 | 野村陽一郎 | 5:32  |
| 2.        | 「Under’s Love」                                        | 秋元康    | amazuti    | amazuti    | 4:19  |
| 3.        | 「ジャンピングジョーカーフラッシュ」                    | 秋元康    | Kuboty     | Kuboty     | 4:00  |
| 4.        | 「好きというのはロックだぜ! ～off vocal ver.～」        |           | 野村陽一郎 | 野村陽一郎 | 5:32  |
| 5.        | 「Under’s Love ～off vocal ver.～」                     |           | amazuti    | amazuti    | 4:19  |
| 6.        | 「ジャンピングジョーカーフラッシュ ～off vocal ver.～」 |           | Kuboty     | Kuboty     | 3:58  |
| 合計時間: | 合計時間:                                               | 合計時間: | 合計時間:  | 合計時間:  | 27:40 |

| #  | タイトル                                                      | 作詞 | 作曲・編曲 | 監督     |
| -- | ------------------------------------------------------------- | ---- | ---------- | -------- |
| 1. | 「ファンタスティック３色パン＠マリンメッセ福岡（2021.8.22）」 |      |            |          |
| 2. | 「ざぶんざざぶん＠マリンメッセ福岡（2021.8.21）」             |      |            |          |
| 3. | 「Threefold choice＠大阪城ホール（2021.7.14）」               |      |            |          |
| 4. | 「友情ピアス＠マリンメッセ福岡（2021.8.22）」                 |      |            |          |
| 5. | 「言霊砲＠日本ガイシホール（2021.8.15）」                     |      |            |          |
| 6. | 「井上和」                                                    |      |            | 林希     |
| 7. | 「岡本姫奈」                                                  |      |            | 高野寛地 |

### Type-C
| #         | タイトル                                              | 作詞      | 作曲           | 編曲           | 時間  |
| --------- | ----------------------------------------------------- | --------- | -------------- | -------------- | ----- |
| 1.        | 「好きというのはロックだぜ!」                         | 秋元康    | 野村陽一郎     | 野村陽一郎     | 5:32  |
| 2.        | 「Under’s Love」                                      | 秋元康    | amazuti        | amazuti        | 4:19  |
| 3.        | 「バンドエイド剥がすような別れ方」                    | 秋元康    | A-NOTE、S-TONE | A-NOTE、S-TONE | 4:49  |
| 4.        | 「好きというのはロックだぜ! ～off vocal ver.～」      |           | 野村陽一郎     | 野村陽一郎     | 5:32  |
| 5.        | 「Under’s Love ～off vocal ver.～」                   |           | amazuti        | amazuti        | 4:19  |
| 6.        | 「バンドエイド剥がすような別れ方 ～off vocal ver.～」 |           | A-NOTE、S-TONE | A-NOTE、S-TONE | 4:48  |
| 合計時間: | 合計時間:                                             | 合計時間: | 合計時間:      | 合計時間:      | 29:19 |

| #  | タイトル                                                                      | 作詞 | 作曲・編曲 | 監督       |
| -- | ----------------------------------------------------------------------------- | ---- | ---------- | ---------- |
| 1. | 「～Do my best～じゃ意味はない＠セキスイハイムスーパーアリーナ（2021.7.17）」 |      |            |            |
| 2. | 「My rule＠日本ガイシホール（2021.8.14）」                                    |      |            |            |
| 3. | 「錆びたコンパス＠日本ガイシホール（2021.8.15）」                             |      |            |            |
| 4. | 「日常＠マリンメッセ福岡（2021.8.21）」                                       |      |            |            |
| 5. | 「小川彩」                                                                    |      |            | 岡田あかり |
| 6. | 「奥田いろは」                                                                |      |            | 藤野大作   |
| 7. | 「川﨑桜」                                                                    |      |            | 松尾優貴子 |

### Type-D
| #         | タイトル                                          | 作詞      | 作曲                 | 編曲       | 時間  |
| --------- | ------------------------------------------------- | --------- | -------------------- | ---------- | ----- |
| 1.        | 「好きというのはロックだぜ!」                     | 秋元康    | 野村陽一郎           | 野村陽一郎 | 5:32  |
| 2.        | 「Under’s Love」                                  | 秋元康    | amazuti              | amazuti    | 4:19  |
| 3.        | 「パッションフルーツの食べ方」                    | 秋元康    | 杉山勝彦、岡嶋かなた | 杉山勝彦   | 3:40  |
| 4.        | 「好きというのはロックだぜ! ～off vocal ver.～」  |           | 野村陽一郎           | 野村陽一郎 | 5:32  |
| 5.        | 「Under’s Love ～off vocal ver.～」               |           | amazuti              | amazuti    | 4:19  |
| 6.        | 「パッションフルーツの食べ方 ～off vocal ver.～」 |           | 杉山勝彦、岡嶋かなた | 杉山勝彦   | 3:39  |
| 合計時間: | 合計時間:                                         | 合計時間: | 合計時間:            | 合計時間:  | 27:01 |

| #  | タイトル                                                   | 作詞 | 作曲・編曲 | 監督     |
| -- | ---------------------------------------------------------- | ---- | ---------- | -------- |
| 1. | 「全部 夢のまま＠マリンメッセ福岡（2021.8.21）」           |      |            |          |
| 2. | 「ありがちな恋愛＠日本ガイシホール（2021.8.15）」          |      |            |          |
| 3. | 「ジコチューで行こう!＠大阪城ホール（2021.7.14）」         |      |            |          |
| 4. | 「ごめんねFingers crossed＠日本ガイシホール（2021.8.14）」 |      |            |          |
| 5. | 「菅原咲月」                                               |      |            | 月田茂   |
| 6. | 「冨里奈央」                                               |      |            | 濵田未乘 |
| 7. | 「中西アルノ」                                             |      |            | 佐藤竜憲 |

### 通常盤
| #         | タイトル                                         | 作詞      | 作曲       | 編曲       | 時間  |
| --------- | ------------------------------------------------ | --------- | ---------- | ---------- | ----- |
| 1.        | 「好きというのはロックだぜ!」                    | 秋元康    | 野村陽一郎 | 野村陽一郎 | 5:32  |
| 2.        | 「Under’s Love」                                 | 秋元康    | amazuti    | amazuti    | 4:19  |
| 3.        | 「夢を見る筋肉」                                 | 秋元康    | 月光テツヤ | あらケン   | 3:55  |
| 4.        | 「好きというのはロックだぜ! ～off vocal ver.～」 |           | 野村陽一郎 | 野村陽一郎 | 5:32  |
| 5.        | 「Under’s Love ～off vocal ver.～」              |           | amazuti    | amazuti    | 4:19  |
| 6.        | 「夢を見る筋肉 ～off vocal ver.～」              |           | 月光テツヤ | あらケン   | 3:54  |
| 合計時間: | 合計時間:                                        | 合計時間: | 合計時間:  | 合計時間:  | 27:31 |

### Special Edition
| 全作詞: 秋元康。 |                                      |           |                      |                |      |
| #                | タイトル                             | 作詞      | 作曲                 | 編曲           | 時間 |
| 1.               | 「好きというのはロックだぜ!」        | 秋元康    | 野村陽一郎           | 野村陽一郎     | 5:32 |
| 2.               | 「Under’s Love」                     | 秋元康    | amazuti              | amazuti        | 4:19 |
| 3.               | 「僕が手を叩く方へ」                 | 秋元康    | 藤谷一郎             | 藤谷一郎       | 4:35 |
| 4.               | 「ジャンピングジョーカーフラッシュ」 | 秋元康    | Kuboty               | Kuboty         | 4:00 |
| 5.               | 「バンドエイド剥がすような別れ方」   | 秋元康    | A-NOTE、S-TONE       | A-NOTE、S-TONE | 4:49 |
| 6.               | 「パッションフルーツの食べ方」       | 秋元康    | 杉山勝彦、岡嶋かなた | 杉山勝彦       | 3:40 |
| 7.               | 「夢を見る筋肉」                     | 秋元康    | 月光テツヤ           | あらケン       | 3:55 |
| 合計時間:        | 合計時間:                            | 合計時間: | 合計時間:            | 30:50          |      |

## 歌唱メンバー

### 好きというのはロックだぜ!
（センター：賀喜遥香）
- 3列目：金川紗耶、清宮レイ、掛橋沙耶香、鈴木絢音、樋口日奈、柴田柚菜、佐藤楓、弓木奈於
- 2列目：田村真佑、久保史緒里、梅澤美波、秋元真夏、岩本蓮加、筒井あやめ
- 1列目：与田祐希、齋藤飛鳥、賀喜遥香、山下美月、遠藤さくら

賀喜遥香が28thシングル「君に叱られた」以来、2作ぶり2度目のセンターを務める。選抜メンバーは前作より1人多い19人で、福神は前作より1人多い11人（十一福神）。前作の選抜メンバーからは、活動休止中の早川聖来と前作のセンターを務めた5期生の中西アルノを除く全メンバーが今作でも選抜入りしている。4期生の金川紗耶と弓木奈於が初の選抜入りとなったほか、佐藤楓が23rdシングル「Sing Out!」以来7作ぶりの選抜復帰となった。弓木は坂道研修生を経て2020年2月に加入した新4期生から初の選抜入りとなった。田村真佑は初福神、岩本蓮加は21stシングル「ジコチューで行こう!」以来9作ぶりの福神復帰となった。樋口日奈、清宮レイ、掛橋沙耶香は最後のCDシングルの選抜となった。

### Under's Love
（センター：和田まあや）
- 1期生：和田まあや
- 3期生：伊藤理々杏、阪口珠美、中村麗乃、向井葉月、吉田綾乃クリスティー
- 4期生：北川悠理、黒見明香、佐藤璃果、林瑠奈、松尾美佑、矢久保美緒

アンダーメンバーによる楽曲。今作の活動をもってグループを卒業する和田まあやがセンターを務める。

### バンドエイド剥がすような別れ方
（センター：菅原咲月）
- 五百城茉央、池田瑛紗、一ノ瀬美空、井上和、岡本姫奈、小川彩、奥田いろは、川﨑桜、菅原咲月、冨里奈央、中西アルノ

5期生による楽曲。

### 僕が手を叩く方へ
（センター：久保史緒里）
- 伊藤理々杏、岩本蓮加、梅澤美波、久保史緒里、阪口珠美、佐藤楓、中村麗乃、向井葉月、山下美月、吉田綾乃クリスティー、与田祐希

3期生による楽曲。

### ジャンピングジョーカーフラッシュ
（センター：筒井あやめ）
- 遠藤さくら、賀喜遥香、掛橋沙耶香、金川紗耶、北川悠理、黒見明香、佐藤璃果、柴田柚菜、清宮レイ、田村真佑、筒井あやめ、林瑠奈、松尾美佑、矢久保美緒、弓木奈於

活動休止中の早川聖来を除く4期生による楽曲。

### パッションフルーツの食べ方
- 梅澤美波、遠藤さくら、久保史緒里、与田祐希[44]

### 夢を見る筋肉
（ユニット名：乃木坂軽音部）
- 伊藤理々杏（ボーカル）、林瑠奈（ボーカル）、松尾美佑（ドラムス）、向井葉月（ギター）、矢久保美緒（ベース）、和田まあや（サポートメンバー（from 乃木團）、キーボード）[46]